# اکمیه
اکمیه (نام علمی: Aechmea) نام یک سرده از تیره آناناسیان است.